# میلاد بابکان
میلاد بابکان(زاده ۱۵ دی ۱۳۷۲) بوکسور ایرانی است. وی در سال ۱۳۹۵ به مسابقات جهانی کنگفو قبرس راه یافت و در همان مسابقات مدال طلای قهرمان جهان را نصیب خود کرد.
وی در سال ۱۳۹۸ در مسابقات بوکس کارگری ایران با شکست حریفانی از اصفهان، کردستان، خوزستان و آذربایجان غربی مدال طلای این دوره از رقابت‌ها را به گردن آویخت.
همچنین در سال ۹۸ بابکان به همراه ۱۵ تن از بوکسورهای ایرانی به اردوی تیم ملی بوکس دعوت شد.
میلاد بابکان در یکی از مصاحبه‌های خبری خود می‌گوید: از سن ۱۳ سالگی ورزش کنگ فو را زیر نظر محسن وطن دوست شروع کردم و بعد از ۶ ماه تمرین در این رشته، و شرکت در یک مسابقه به عنوان قهرمانی و سوپر فایتری این مسابقات را به خود اختصاص دادم.